# 棒狀鋸魴鮄
棒狀鋸魴鮄，為輻鰭魚綱鮋形目牛尾魚亞目角魚科的其中一種，分布於西大西洋區，從美國佛羅里達州東北部至墨西哥海域，體長可達17.5公分，為底棲性魚類，屬肉食性。